# Hudson Custom Six
Hudson Custom Six – samochód osobowy produkowany pod amerykańską marką Hudson w latach 1936–1938.

## Dane techniczne
- Pojemność: 3,4 litra
- Cylindry: 4
- Moc: 93 KM
- Typ silnika: dolnozaworowy
- Napęd: tylny